# La Star des coulisses
La Star des coulisses est un épisode de la série télévisée d'animation Les Simpson. Il s'agit du premier épisode de la trente-troisième saison et du 707e de la série.

## Synopsis
Une comédie musicale prend vie à Springfield alors que Marge organise une reprise du spectacle de son lycée bien-aimé - mais ses merveilleux souvenirs sont menacés par le retour d'un rival du passé.

## Réception
Lors de sa première diffusion, l'épisode a attiré 3,48 millions de téléspectateurs.